# Austrocylindropuntia punta-caillan
Austrocylindropuntia punta-caillan es una especie de plantas fanerógamas de la familia Cactaceae. Actualmente se considera un sinónimo de Austrocylindropuntia floccosa.

## Descripción
Es un cactus que hace como pequeños montones de tierra, los tallos cilíndricos, de hasta 10 cm de largo con las hojas rudimentarias de hasta un cm de largo  con 2 a 6  espinas. Tiene flores rojas.

## Distribución
Se encuentra en  Perú en Ancash.

## Taxonomía
Austrocylindropuntia cylindrica fue descrita por (Rauh & Backeb.) E.F.Anderson y publicado en Cactus and Succulent Journal 71(6): 324. 1999.
Etimología
Austrocylindropuntia: nombre genérico con el prefijo australis = "sur" y el nombre del género Cylindropuntia con lo que alude a que es la "Cylindropuntia del Sur".
punta-caillan: epíteto geográfico que hace alusión a su localización en Punta Caillan en la Cordillera Negra en el centro de Perú.
Sinonimia
- Tephrocactus punta-caillan basónimo
- Opuntia punta-caillan[5][6]